# Carlos Mencia
Ned Arnel Mencía (San Pedro Sula, 22 de octubre de 1967) es un comediante, actor, y escritor hondureño-estadounidense. Su estilo de comedia es a menudo político y se refiere a cuestiones de raza, cultura, justicia penal, y la clase social. 
Él es más conocido como el presentador del programa de Comedy Central Mind of Mencia.

## Biografía
Ned Arnel Mencía nació en San Pedro Sula, Honduras, siendo el decimoséptimo de dieciocho hijos. Su madre Magdalena Mencía de nacionalidad mexicana y su padre Roberto Holness, era un hondureño cuyos ancestros distantes eran inmigrantes de Alemania, Inglaterra y las Islas Caimán. En el momento de su nacimiento, la madre estaba comprometida en una disputa doméstica con su padre y se negó a dar a su hijo el apellido de su padre biológico. El nombre que aparece en su acta de nacimiento es "Ned Arnel Mencía" aunque Mencía ha dicho que por respeto a su padre biológico fue llamado como "Ned Holness" hasta que él tenía dieciocho años.
Mencía fue criado como católico en East Los Angeles, Estado de California por su tía Consuelo y su tío Pablo Mencía. Con la ayuda de su familia se destacó en la escuela y se quedó fuera de las pandillas.
Era un estudiante en la Escuela Preparatoria Garfield en el Condado de Los Ángeles. Se especializó en ingeniería eléctrica en la Universidad Estatal de California, Los Ángeles, pero se fue temprano para perseguir una carrera en la comedia después de un desempeño exitoso en una noche de micrófono abierto en The Laugh Factory. Él tiene un hermano mayor llamado Joseph Mencia que a menudo aparecía en Mind of Mencia.

## Carrera
Mencía fue un rápido éxito en varios clubes de comedia venerados de la ciudad de Los Ángeles, como The Comedy Store y The LA Cabaret. Esto condujo a apariciones en The Arsenio Hall Show y Buscando Estrellas, donde obtuvo el título de "Gran Campeón Internacional de la Comedia". Luego, en 1994, Mencia fue elegido de anfitrión para la comedia de exhibición de HBO Latino Loco Slam.
Mencia siguió en Loco Slam por recibir Funny is Funny! en Galavision en 1998. Él fue haciendo stand-up, incluyendo una gira muy exitosa en 2001 con Freddy Soto y Pablo Francisco, "Los Tres Amigos". Mencia también hizo dos especiales de media hora en HBO, la segunda de las cuales le valió un Premio Cable Ace a la Mejor Comedia especial de Stand-Up. Después del lanzamiento de su primer álbum de comedia por Warner Records, Take A Broma América, Mencia realizó su actuación break-out en el canal Comedy Central en 2002.
En el momento en su carrera comenzó a despegar en la década de 2000, Mencia también trabajaba como actor haciendo apariciones especiales en los programas de televisión Moesha y The Shield, y protagonizando la película Outta Time y la animada muestran The Proud Family.

### Mind of Mencia
En marzo de 2005, Comedy Central anunció su propio programa de comedia de media hora Mind of Mencia. El espectáculo mezcla el stand-up que realiza Mencia con comedia. El programa obtuvo un éxito moderado en su primera temporada y fue traído de vuelta para una segunda temporada en la primavera de 2006, convirtiéndose en el segundo programa de mayor audiencia de Comedy Central detrás de South Park. Fue traído de nuevo para una tercera temporada que el verano antes de ser cancelada en el año 2008. Mind of Mencia fue producido por Nedlos, un acrónimo del nombre del nacimiento de Mencia y el nombre que tomó antes de la naturalización en los Estados Unidos.

### Otros trabajos
Mencia es a veces un invitado en el programa de radio Opie y Anthony en XM Satellite Radio y CBS Radio. Tomó parte en el primer tour de comedia de Opie y Anthony Ven 2006. En 2002 actuó en "Comedy Central Presents."
He protagonizó un comercial del Super Bowl XLI para Bud Light. En noviembre de 2009, Mencia comenzó a aparecer anuncios de un producto para bajar de peso se llama Belly Burner, que ha afirmado haber utilizado personalmente.
En 2012, Mencia declaró en una entrevista que él desea adoptar una personalidad menos enojada que su éxito había hecho que su ira sobre el escenario parezca poco sincero.
Mencia es el copropietario de la cadena de restaurantes Maggie Rita's.

### Crítica
Mencía ha sido criticado tanto por su acto de stand-up y su programa de televisión, tal vez más notablemente por otros comediantes. En 2006, Maxim lo nombró como el decimosegundo peor comediante de todos los tiempos. Un artículo del Wall Street Journal señaló en 2010 que Mencia, junto con Dane Cook y Jay Leno, fueron tres de los monologuistas populares más odiados por sus compañeros.

## Vida personal
Mencia actualmente vive con su esposa Amy y su hijo Lucas Pablo en Los Ángeles.

## Acusaciones de plagio
En 2005, Joe Rogan escribió un post en su sitio web acusando públicamente a Mencia de ser un plagiario, alegando que Mencia robó chistes de varios comediantes. El 10 de febrero de 2007, Rogan se enfrentó con Mencia en el escenario Comedy Store on Sunset y continuó sus acusaciones de plagio. Rogan publicó un video del altercado con audio y clips de vídeo de otros comediantes como George Lopez, el reverendo Bob Levy, Bobby Lee, y Ari Shaffir, entre otros. Rogan también ha publicado clips de audio y vídeo de las entrevistas de Mencia y sus rutinas de broma comparados con los de otros comediantes en su blog.
Lopez ha acusado a Mencia de plagiar su material. En una entrevista en The Howard Stern Show, Lopez acusó a Mencia de plagiar 13 minutos de su materia en especial de HBO de Mencia. También afirmó que no tenía un altercado físico con Mencia por el presunto plagio. La única broma que López ha especificado públicamente que fue robado y utilizado en especial de HBO de Mencia era una broma sobre Taco Bell. Ted Sarnowski contradijo esta afirmación, diciendo que la broma que realizó en la radio en 1988 fue posteriormente tomada y usada sin permiso por Lopez, cómico residente de la estación de radio. Sarnowski afirma haber dado a Mencia permiso para usar la broma, sin embargo, López comenzó más adelante a referirse a Mencia como un "ladrón" por la broma de López que presuntamente fue plagiado.
Mencia también ha sido acusado de robar una rutina de Bill Cosby. En su especial No Strings Attached, Mencia realiza un rutina de un padre que pasa años entrenando a su hijo para una carrera como un jugador de fútbol, sólo para ver que el hijo diga "¡Te amo, mamá!", en su momento de victoria televisado. Cosby realizó algo muy similar en su película concierto de Bill Cosby: Himself y escribió brevemente sobre el tema en su libro Fatherhood. Mencia dijo a Los Angeles Times que él nunca había visto la película, pero lamentó las similitudes entre él y los chistes de Cosby.
El supuesto plagio de Mencia fue satirizado en el 8 de abril de 2009 en un episodio de South Park titulado "Varitas de Pescado" en que Mencia toma crédito por una broma que alguien había escrito. Cuando se enfrentan con la posibilidad de ser asaltado, admite "¡Tomé el crédito de él porque no soy realmente divertido!... ¡Acabo de tomar chistes y volver a empaquetar con un acento mexicano!". El personaje es luego asesinado por Kanye West.
Mencia también abordó la cuestión de plagio en dos entrevistas de una hora de duración con Marc Maron en su podcast, WTF with Marc Maron, en mayo de 2010.
En 2011, Mencía declaró en una entrevista que él había recibido terapia debido a las acusaciones de plagio.
En la caricatura para adultos Paradise PD en la temporada 3 episodio 11 hacen referencia a Mencia y es satiririzado nuevamente al presentarse en un casino y robar la rutina del martillo del comediante Gallagher, él hace mención de que esa rutina es suya,  pero en lugar de romper una sandía con un martillo gigante el mismo toma el martillo y se aplasta la cabeza, esparciendo sus sesos por el escenario. En este episodio hacen referencia también a que Carlos Mencia roba un chiste del personaje VagoCop.